# 下纽米
下紐米（英語：Lower Niumi）是西非國家甘比亞北岸區轄下的6個縣之一。根據甘比亞官方於2013年所作的人口普查數據顯示，居住於下紐米的總人口數為57358人。